# Berlin Militärbahnhof
Berlin Militärbahnhof war der Ausgangspunkt der Königlich Preußischen Militäreisenbahn. Der Bahnhof wurde 1875 eröffnet und lag in der Stadt Schöneberg, die 1920 nach Berlin eingemeindet wurde. Neben dem Militärverkehr diente er ab 1888 auch dem zivilen Personenverkehr. Als Folge des Versailler Vertrags endete 1920 die militärische Nutzung der Bahn. Der Bahnhof wurde unter dem Namen Berlin Kolonnenstraße bis nach dem Zweiten Weltkrieg als Güterbahnhof weiterbetrieben. 1955 wurden die Reste des im Krieg beschädigten Empfangsgebäudes abgerissen.

## Lage und Name

Militärbahnhof 1907 (Bildmitte), rechts die Anhalter Bahn

Der Bahnhof lag in Berlin-Schöneberg auf der Roten Insel südlich der Kolonnenstraße, westlich der Gleise der Dresdener und Anhalter Bahn und nördlich der Berliner Ringbahn. Das Empfangsgebäude des Bahnhofs war mit einer kurzen von der Kolonnenstraße nach Süden führenden Stichstraße aus zu erreichen. Heute liegt das Areal des einstigen Militärbahnhofs zwischen der Wilhelm-Kabus-Straße im Westen und der Anhalter Vorortbahn bzw. der Nord-Süd-Fernbahn im Osten, welche auf den früheren Trassen der Anhalter und Dresdener Bahn verlaufen.
Neben der Schreibweise Militärbahnhof war auch die Schreibung Militairbahnhof üblich, Vor allem in den Anfangsjahren gab es auch (wie für die Berliner Endbahnhöfe der verschiedenen Privatbahnen) einfach nur die Bezeichnung Berlin. Teilweise war auch der Zusatz Schöneberg statt Berlin gebräuchlich. Zeitweise existierten verschiedene Bezeichnungen parallel, etwa Ende des 19. Jahrhunderts Berlin Militärbahnhof für den Personen- und Schöneberg, Militärbahnhof bei Berlin für den Güterverkehr.
Seit 1924 trug der nunmehrige Güterbahnhof den Namen Berlin Kolonnenstraße (auch: Güterbahnhof Kolonnenstraße). Diese Bezeichnung findet sich auch auf Karten nach dem Zweiten Weltkrieg, in Karten aus den 1960er und 1970er Jahren ist teilweise nur ein namenloser Anschluss verzeichnet.
Der von 1932 bis 1945 ebenfalls Kolonnenstraße  genannte S-Bahnhof an der Südringspitzkehre lag etwa 700 Meter westlich in der Nähe des heutigen S-Bahnhofs Julius-Leber-Brücke.

## Geschichte

### Die ersten Jahre
Die Königlich-Preußische Militäreisenbahn wurde nach dem Deutsch-Französischen Krieg 1870/71 als Eisenbahnbetrieb des preußischen Militärs gegründet. Ziel war es, den Eisenbahntruppen Ausbildungsmöglichkeiten zum Betreiben, Bauen, Zerstören und Wiederaufbauen von Eisenbahnanlagen und Brücken zu geben. Hierzu wurde ein Areal bei Cummersdorf südlich von Berlin ausgewählt, wo ein großer Schießplatz entstand. Die Eisenbahntruppen waren mit dem Bau einer Strecke dorthin beauftragt. Nach mehreren Planungsvarianten entschied man sich für einen Abzweig von der im Bau befindlichen Bahnstrecke Berlin–Dresden bei Zossen, bis Zossen sollte die Militärbahn ein separates Gleis neben der Dresdener Strecke erhalten.

Militärbahnhof und Umfeld (1902). Der Übungsplatz der Eisenbahn-Regimente lag südwestlich, die Kasernen nördlich bzw. südöstlich des Bahnhofs.

Als Standort war das militärfiskalische Gelände südlich von Berlin bei Schöneberg ausgewählt worden. In diesem Bereich gab es bereits einige militärische Anlagen und genügend Platz für die für das Eisenbahnbataillon nötigen Kasernen- und Versorgungsbauten. Die Arbeiten zum Bau des Bahnhofs Berlin begannen 1874. Der Bahnhof entstand auf dem östlichen Teil des Geländes des Eisenbahnbataillons, westlich davon (an der heutigen Naumannstraße) lag der Übungsplatz des Bataillons. Die Kasernen für das Eisenbahnbataillon entstanden zunächst im Bereich der Kesselsdorfer Straße zwischen Kolonnen- und Monumentenstraße, Neubauten wurden in den 1890er Jahren jenseits der Anhalter und Dresdener Bahn an der General-Pape-Straße gebaut.
Die Hochbauten des Bahnhofs und weitere Anlagen wie Bahnsteige und Rampen waren bereits im Herbst desselben Jahres fertiggestellt, die Gleisbauarbeiten zogen sich jedoch bis ins Folgejahr hin.
Am 15. Oktober 1875 wurden der Bahnhof und die Strecke nach Zossen eröffnet. Während der Bauzeit des Militärbahnhofs hatten auch die Bauarbeiten für die Neue Berliner Verbindungsbahn (heute: Berliner Ringbahn) begonnen, die die Militär- und die Dresdener Bahn unmittelbar südlich des Militärbahnhofs kreuzte. In der Bauphase wurde das Gleis der Militärbahn im Kreuzungsbereich in die Streckengleise der Dresdener Bahn eingebunden.
Erst 1877 erhielt die Militärbahn eine eigene Unterführung unter den Ringbahngleisen. Die bisherigen Verbindungen zur Dresdener Bahn entfielen, stattdessen wurde der Militärbahnhof in seinem südlichen Teil über ein nordwärts führendes Gleis mit dem Dresdener Bahnhof verbunden.
Im Jahr 1876 ging auf dem Militärbahnhof eine Reparaturwerkstätte in Betrieb. Weitere Umgestaltungen gab es im Zusammenhang mit dem Bau zweier Verbindungskurven von der Dresdener Bahn zur Ringbahn, die örtlich im Bereich des Militärbahnhofs lagen, aber nicht direkt mit diesem verbunden waren. Bereits 1882 wurde der eigenständige Personenverkehr auf dem nördlich des Militärbahnhofs gelegenen Dresdener Bahnhof in Berlin aufgegeben und der Verkehr auf der Dresdener und Anhalter Bahn zusammengefasst, deren gemeinsame Strecke wird meist als Anhalter Bahn bezeichnet.

### Öffentlicher Verkehr

Militärbahnhof im Jahr 1902

Bis 1888 diente der Abschnitt der Militärbahn zwischen Berlin und Zossen nur dem Militärverkehr. Ab 1. November 1888 wurde auch dort und damit auch im Berliner Militärbahnhof der öffentliche Personenverkehr aufgenommen. In den ersten Betriebsjahren fuhren drei Zugpaare am Tag. Auch der öffentliche Güterverkehr zwischen Zossen und dem Militärbahnhof ging im selben Jahr in Betrieb. Der Militärbahnhof selbst war für den öffentlichen Güterverkehr schon vorher zugelassen gewesen, jedoch mussten Wagen dorthin über die Dresdener Bahn nach Berlin transportiert und von dort zum Militärbahnhof überführt werden. 1890 wurde das Empfangsgebäude erweitert. Im Zusammenhang mit der Verlängerung der Militäreisenbahn vom Schießplatz Cummersdorf nach Jüterbog wurden auch die Anlagen des Berliner Bahnhofs ausgebaut.
Im Jahr 1905 verkehrten vier durchgehende Reisezugpaare auf der Gesamtstrecke vom Militärbahnhof bis Jüterbog, darunter ein Paar mit Halt nur an ausgewählten Stationen. 1914 erhöhte sich das Angebot auf sechs Zugpaare am Tag. Nach Kriegsende wurde 1919 ein ähnlicher Fahrplan wie 1905 mit vier Zugpaaren am Tag angeboten, wobei der schnelle Zug als Ausfall gekennzeichnet war. Ab 1920 gab es im Militärbahnhof keinen Personenverkehr mehr, es wurde Richtung Jüterbog nur eine Umsteigeverbindung in Zossen angeboten.

### Nach dem Ende der Militärbahn

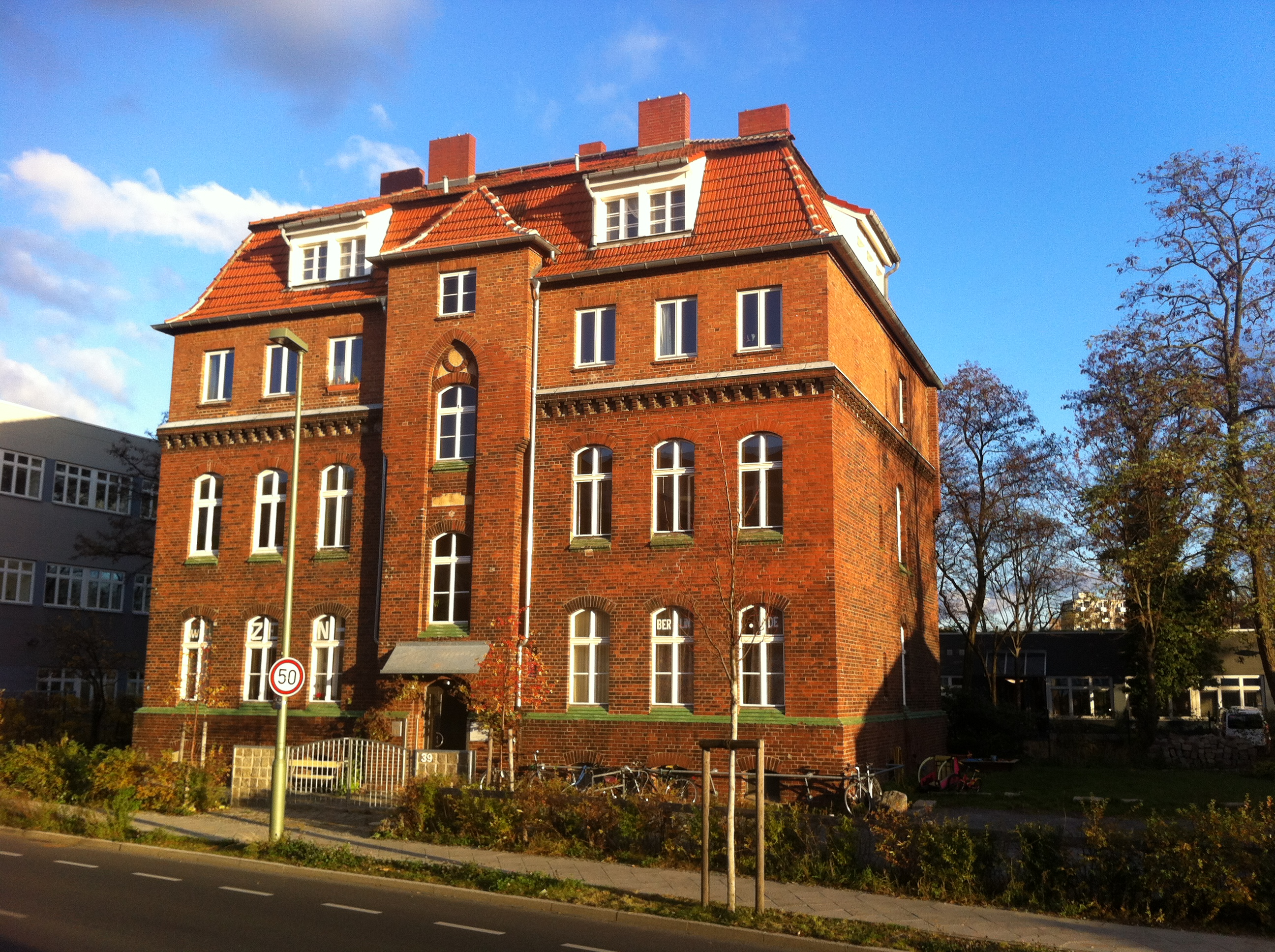
Die Magazinverwaltung des Militärbahnhofs wurde zum Wohnhaus

Nach Auflösung der Militäreisenbahn als Truppenteil und dem Übergang der Anlagen direkt an die Staatsbahn bestand kein Bedarf mehr für die eigenständige Strecke zwischen dem Militärbahnhof und Zossen. Diese wurde aufgegeben und Mitte der 1920er Jahre abgebaut. Der Militärbahnhof selbst blieb für den Güterverkehr in Betrieb und war über das Verbindungsgleis von der Kolonnenstraße nach Norden an den Anhalter Güterbahnhof angeschlossen. Das einstige Streckengleis der Militärbahn blieb Richtung Süden bis über den Sachsendamm hinaus erhalten und diente lokalen Anschließern.
Der Güterbahnhof erhielt im Jahr 1924 den Namen Berlin Kolonnenstraße. Zwischen den beiden Weltkriegen war der Güterverkehr im Bahnhof stark. Unter anderem diente der Bahnhof für die Kohleverladung und für Hausmüll, der an der Naumannstraße verladen wurde. 1944 wurde der Güterbahnhof Berlin Kolonnenstraße von der Deutschen Reichsbahn als Bahnhof der Rangklasse 2, der zweithöchsten im Netz der Reichsbahn geführt.
Das einstige Empfangsgebäude wurde in den 1930er Jahren um einen Stock erhöht und als Verwaltungs- und Lagergebäude der Deutschen Reichsbahn genutzt. Die Werkstätten baute die Deutsche Reichsbahn zu einer Signalversuchsanstalt um.  Das Streckengleis der Militärbahn wurde noch bis weit südlich der Kreuzung mit der Ringbahn als Anschlussgleis genutzt. Weiter südlich wurden mit der Umgestaltung des Rangierbahnhofs Tempelhof und dem Bau des 1929 eröffneten Bahnhofs Priesterweg die frühere Militärbahntrasse von den Gleisen der nun separat vom Fernverkehr geführten Anhalter Vorortbahn verwendet.
Nach dem Zweiten Weltkrieg und der Berliner Teilung ging das Güterverkehrsaufkommen stark zurück. Der Bahnhof blieb als Teil des Anhalter Güterbahnhofs für verschiedene Anschließer erhalten. Nach starken Kriegszerstörungen wurde das Empfangsgebäude 1955/1956 abgerissen. In späteren Jahren siedelte sich, ähnlich wie auf anderen West-Berliner Güterbahnhöfen, Kleingewerbe an.
Auf Karten der Reichsbahndirektion Berlin war der Anschluss noch bis Anfang der 1970er Jahre unter der Bezeichnung Kolonnenstraße bzw. Güterbahnhof Kolonnenstraße, bis Anfang der 1980er Jahre ohne Namen verzeichnet. Unter anderem wurde noch die Signalmeisterei der Reichsbahn an die Gleise angeschlossen. Zur politischen Wendezeit waren die Gleise nicht mehr in den Karten enthalten.
Um die Jahrtausendwende wurden mit dem Bau der Wilhelm-Kabus-Straße und einiger Neubauten auf dem Areal fast alle der letzten Reste des Militärbahnhofs beseitigt.

## Anlagen

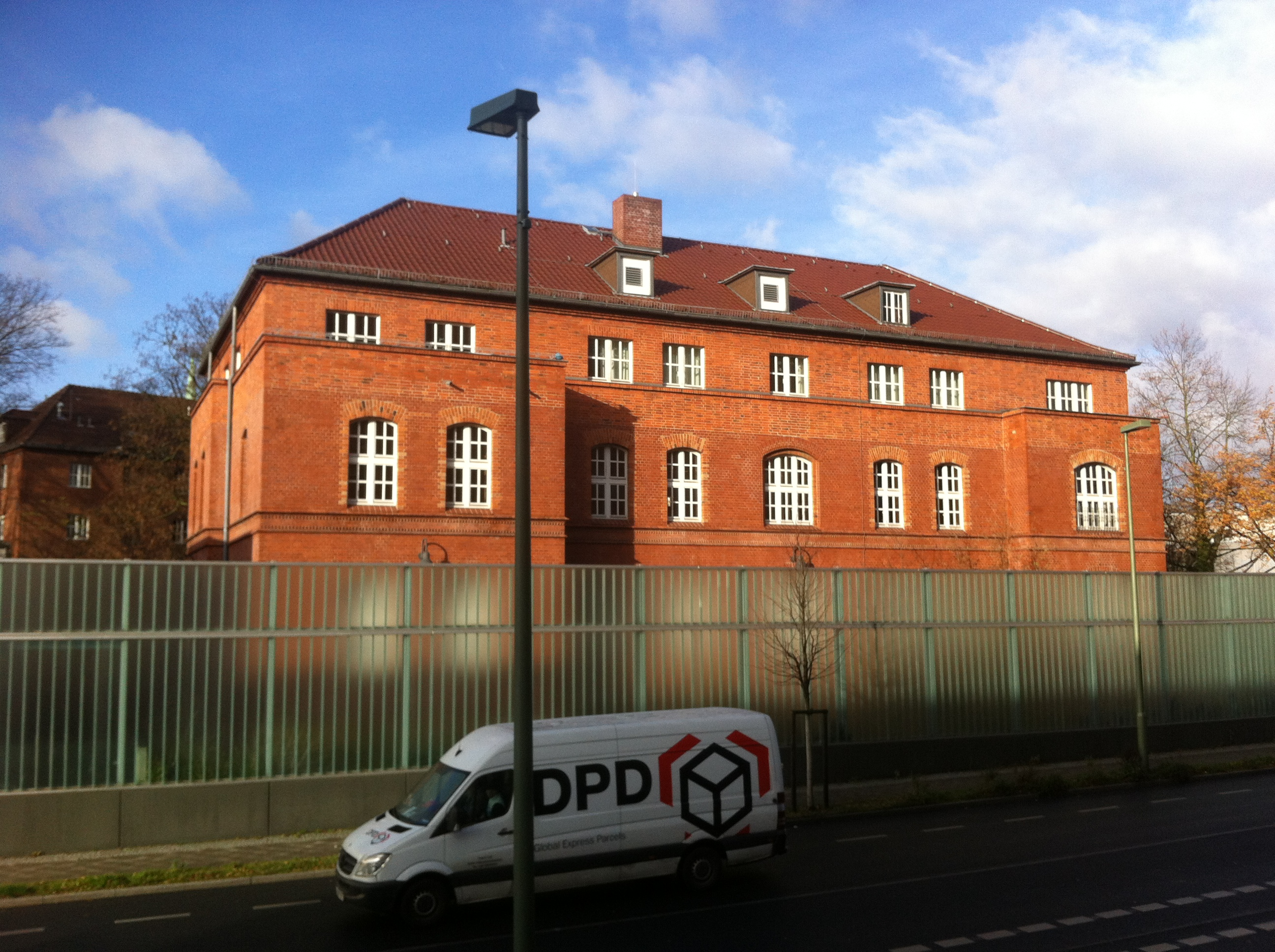
Verwaltungsgebäude der Militärbahn an der Kolonnenstraße, später Schule

Der Bahnhof besaß in seiner ursprünglichen Ausstattung zwei Hauptgleise und drei Nebengleise. Die Gleise verliefen parallel zu denen der Dresdener Bahn weiter nach Süden. 1876 entstand ein Verbindungsgleis, das aus Richtung des Dresdener Bahnhofs in den Südkopf des Militärbahnhofs einmündete. Damit war der Militärbahnhof auch mit den anderen Berliner Bahnhöfen verbunden. Die Strecke der Berliner Ringbahn wurde von der Militäreisenbahn südlich des Bahnhofs unterquert. Eine Verbindung zu ihr bestand nur über die 1878 und 1879 gebauten Anschlüsse der Dresdener Bahn.
Das Empfangsgebäude des Bahnhofs lag auf der Westseite der Gleisanlagen.
Nach der Aufgabe der Militäreisenbahn als eigene Strecke um 1920 war der nunmehrige Güterbahnhof Kolonnenstraße nur noch über das Anschlussgleis vom südlichen Bahnhofsteil in Richtung Anhalter Güterbahnhof angebunden. Es verlief zwischen den in diesem Bereich höher gelegenen zentralen und nördlichen Teilen des Bahnhofs und den Gleisen der Anhalter Bahn. Die Strecke der Anhalter Vorortbahn wurde im Bereich der Brücke der Kolonnenstraße am Stellwerk Abm niveaugleich gekreuzt. Das einstige Streckengleis der Militärbahn verblieb noch bis über die Kreuzung mit der Ringbahn und über die Kreuzung mit dem Sachsendamm hinaus. Zwischen Ringbahn und Sachsendamm wurde ein Anschluss der Schöneberger Müllindustrie AG und südlich des Sachsendamms die Firma Michalski (Holzhandlung und Sägewerk) bedient.

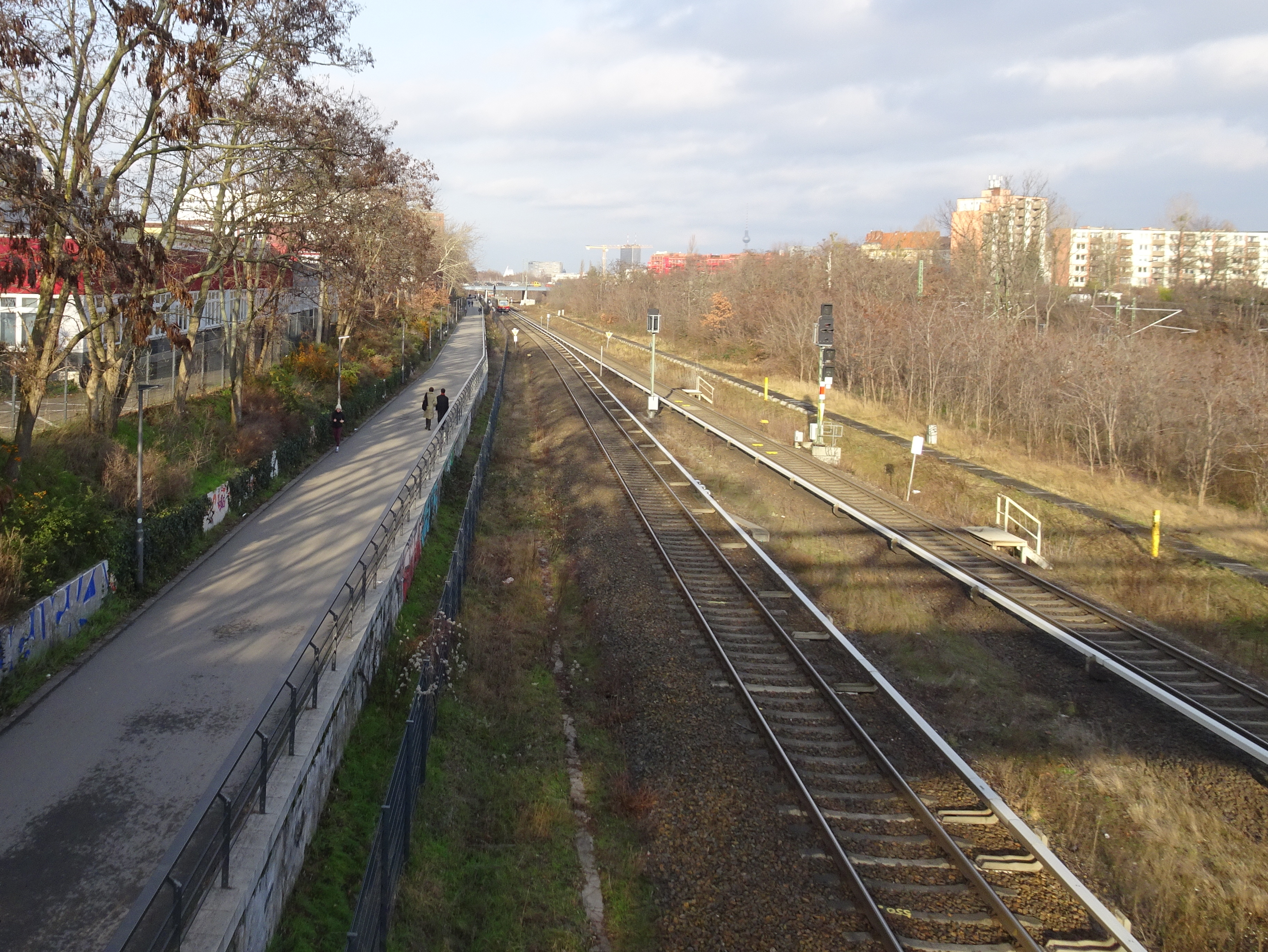
Radweg auf der Trasse des Verbindungsgleises vom Militärbahnhof zur Anhalter Bahn, Blickrichtung Innenstadt. Der Bahnhof lag links.

Nach dem Zweiten Weltkrieg wurden die Gleisanlagen reduziert und die Verbindung über den Sachsendamm bestand nicht mehr. Eine Karte der Reichsbahndirektion Berlin aus dem Jahr 1967 verzeichnet noch die Gleise 1, 3, 4, 4a und 5 sowie einige Gleise im Bereich der Signalwerkstatt südwestlich der Hauptgleise.
Einzelne Bauten des Militärbahnhofs wie die Reparaturhalle (spätere Signalwerkstätte) und ein Lokomotivschuppen waren noch einige Jahre nach Schließung des Bahnhofs bis Ende der 1990er Jahre erhalten, sind aber mittlerweile abgerissen. Auch ein Stellwerksgebäude in der Nähe der Kreuzung mit der Ringbahn war in den 1980er Jahren noch erhalten und wurde damals als Wohnhaus genutzt. Das Gelände des Militärbahnhofs ist mittlerweile überbaut worden.
Die Brücken der Ringbahn über dem Militärbahngleis im Süden des Bahnhofs wurden Ende der 1990er Jahre entfernt. Ende der 1990er Jahre wurde das Verbindungsgleis von der Anhalter Bahn getrennt und später beseitigt. Auf seiner Trasse verläuft heute ein Fuß- und Radweg. Erhalten geblieben sind ein Verwaltungsgebäude der Militärbahn an der Kolonnenstraße (später als Schule genutzt) und ein Magazingebäude in der heutigen Wilhelm-Kabus-Straße, nun als Wohnhaus genutzt.